# Чемпіонат Болгарії з футболу 1926
Державний чемпіонат Болгарії 1926 — 3-й сезон найвищого рівня футбольних змагань Болгарії. Чемпіоном вдруге поспіль став Владислав.

## Перший раунд
| Команда 1         | Рахунок | Команда 2            |
| ----------------- | ------- | -------------------- |
| Сокол (Шумен)     | 6:0     | Етир (Тирново)       |
| Славія (Софія)    | 9:1     | Левські (Дупниця)    |
| Ботев (Пазарджик) | 4:0     | Берое (Стара Загора) |
| Чеган (Бургас)    | 4:1     | Борислав (Пирвомай)  |

## Другий раунд
Клуб Славія (Софія) пройшов до наступного раунду після жеребкування.
| Команда 1         | Рахунок | Команда 2      |
| ----------------- | ------- | -------------- |
| Владислав (Варна) | 9:0     | Чеган (Бургас) |
| Левські (Русе)    | 1:0     | Сокол (Шумен)  |
| Ботев (Пазарджик) | 5:1     | Орел (Враца)   |

## 1/2 фіналу
| Команда 1         | Рахунок | Команда 2      |
| ----------------- | ------- | -------------- |
| Владислав (Варна) | 5:1     | Левські (Русе) |
| Ботев (Пазарджик) | 2:6     | Славія (Софія) |

## Фінал
| Команда 1                    | Рахунок | Команда 2         |
| ---------------------------- | ------- | ----------------- |
| 22 серпня 1926/7 квітня 1927 |         |                   |
| Славія (Софія)               | 1:1 0:3 | Владислав (Варна) |